# Маргарита Тереза Испанская
Маргари́та Тере́за Испа́нская (исп. Margarita Teresa de España, нем. Margarete Theresia von Spanien, чеш. Markéta Terezie Španělská, венг. Margit Terézia Spanyol), или Маргари́та Мари́я Тере́за Австри́йская (исп. Margarita María Teresa de Austria, нем. Margarete Maria Theresia von Österreich; 12 июля 1651, Мадрид, королевство Испания — 12 марта 1673, Вена, эрцгерцогство Австрия) — принцесса из Испанской ветви дома Габсбургов, урождённая инфанта Испанская, дочь Филиппа IV, короля Испании. Первая жена императора Леопольда I; в замужестве — императрица Священной Римской империи, королева Германии, Венгрии и Чехии, эрцгерцогиня Австрийская.
Имела слабое здоровье по причине близкородственных браков в семье. После пресечения мужской линии в Испанской ветви наследовала права на её владения. Воспитанная при королевском дворе в Мадриде, не нашла понимания у подданных при императорском дворе в Вене. В браке родила четверых детей, из которых выжил только один ребёнок. Увлекалась музыкой и искусством. Юная модель художника Веласкеса, написавшего серию детских портретов инфанты, самым известным из которых стала картина «Менины».

## Биография

### Ранние годы
Маргарита Мария Тереза родилась 12 июля 1651 года в Мадриде. Она была первым ребёнком в семье испанского короля Филиппа IV и Марианны Австрийской, принцессы из Имперской ветви дома Габсбургов. Родители инфанты приходились друг другу дядей и племянницей, к тому же мать была почти на тридцать лет моложе отца.
По линии Филиппа IV инфанта была внучкой испанского короля Филиппа III и Маргариты Австрийской, принцессы из Имперской ветви дома Габсбургов. По линии матери приходилась внучкой Фердинанду III, императору Священной Римской империи, королю Чехии и Венгрии и Марии Анне Испанской, инфанте из Испанской ветви дома Габсбургов.
Для отца брак с её матерью был вторым и носил династический характер. Он вступил в него ради рождения нового наследника престола, после ранней смерти принца Астурийского. Единственным выжившим ребёнком испанского короля в первом браке была инфанта Мария Тереза, единокровная сестра Маргариты Терезы, ставшая женой французского короля Людовика XIV. Из пяти родившихся детей во втором браке отца Маргариты Терезы, кроме неё, достиг совершеннолетия только сын, будущий испанский король Карл II
Маргарита Тереза не имела таких серьёзных последствий для здоровья из-за близкого родства родителей, какие были у её младшего брата-инвалида. Однажды в детстве она тяжело заболела, но выжила. По свидетельству современников, инфанта обладала привлекательной внешностью и живым характером. Близкие звали её «маленьким ангелом». Она росла в покоях королевы во дворце Алькасар в окружении многочисленных фрейлин и слуг. Инфанта любила сладости, которые от неё приходилось постоянно прятать из-за запрета врачей, заботившихся о здоровье её зубов. Отец и император, приходившийся дедушкой по материнской линии, обожали дочь и внучку. В своих письмах король называл её «моя радость». Вместе с тем, Маргарита Тереза воспитывалась в строгом соответствии с этикетом, принятом при дворе в Мадриде, и получила хорошее образование.

### Брачный договор
Во второй половине 1650-х годов при имперском дворе в Вене появилось мнение в необходимости очередного династического брака между испанской и имперской ветвями дома Габсбургов. Союз должен был укрепить позиции обоих государств, прежде всего, в отношении Франции. Сначала речь шла о замужестве Марии Терезы, старшей дочери испанского короля, с эрцгерцогом Леопольдом Игнатиусом, наследником императора Священной Римской империи. Но в 1660 году, по условиям Пиренейского мира, инфанта стала женой французского короля, отказавшись от наследственных прав взамен солидного приданого, которое так и не было выплачено.
Затем стали говорить о браке между Маргаритой Терезой и к тому времени уже императором Леопольдом I, её дядей по линии матери и двоюродным братом по линии отца. Однако двор в Мадриде медлил с ответом на это предложение. В октябре 1662 года в испанское королевство был отправлен новый имперский посол, граф Франциск Эузебий фон Пёттинг, одним из дипломатических поручений которого была организация брака инфанты и императора. Переговоры с испанской стороны вёл Рамиро Нуньес де Гусман, герцог Медина де лас Торрес. 6 апреля 1663 года было объявлено о помолвке между Маргаритой Терезой и Леопольдом I, а 18 декабря того же года был подписан брачный контракт, в котором, в частности, говорилось о приданом инфанты, включившем, как дар от отца, знаменитый бриллиант. Также было оговорёно её положение в случае вдовства. Маргарита Тереза, в отличие от старшей сестры, не лишалась права наследования семейных владений при пресечении мужской линии в Испанской ветви. Эти права распространялись и на её наследников.
До официальной церемонии бракосочетания, регулярно ко двору в Вене присылали очередной портрет инфанты, чтобы жених мог наблюдать за тем, как растёт его невеста. Отец Маргариты Терезы умер 17 сентября 1665 года. В своём завещании он не упомянул о помолвке младшей дочери, напротив, контекст составленного документа наводит на мысль о том, что покойный король медлил с браком инфанты потому, что стремился обеспечить её права, как единоличной правительницы всех владений дома в случае угасания мужской линии. Не торопилась со свадьбой дочери и вдовствующая королева, родная сестра императора, ставшая регентом при несовершеннолетнем сыне. И только активные усилия имперской дипломатии привели к тому, что на праздник Пасхи, 25 апреля 1666 года, в Мадриде был заключен брак по доверенности, на котором присутствовали мать и младший брат невесты, посол империи и местная знать; жениха представлял дон Антонио Хуан Луис де ла Серда и Толедо, герцог Мединасели
28 апреля 1666 года Маргарита Тереза выехала из Мадрида в Вену в сопровождении личного двора. По прибытии в Дения, инфанту встретили испанский и тосканский флоты. Далее, уже по морю, с короткой остановкой в Барселоне, где у Маргариты Терезы возникли небольшие проблемы со здоровьем, кортеж приплыл в порт Финальборго, откуда доехал до Милана. Проведя почти весь сентябрь в столице Миланского герцогства, инфанта продолжила путешествие и, через Венецию, в начале октября прибыла в Тренто. На всех остановках Маргариту Терезу сопровождали торжества в её честь. В Тренто глава кортежа инфанты Франсиско IV, герцог Альбукерке передал свои полномочия князю Фердинанду фон Дитрихштейну и кардиналу Эрнсту Альберту фон Гарраху, князь-епископу Тренто. В конце ноября Маргарита Тереза доехала до предместья Вены, где смогла познакомиться с будущим мужем.

### Императрица и королева
5 декабря 1666 года состоялись торжественный въезд инфанты в Вену и официальная церемония бракосочетания. Торжества, прошедшие по случаю свадьбы Леопольда I и Маргариты Терезы вошли в историю, как одни из самых зрелищных в эпоху барокко. Они длились почти два года. Недалеко от крепостной стены, близ современного Замкового сада, императором был построен оперный театр, вместимостью в пять тысяч человек. В июле 1668 года, в день рождения Маргариты Терезы, в нём прошла премьера оперы «Золотое яблоко» композитора Антонио Чести, которую современники назвали «постановкой века». За год до этого император дал конный балет, в котором лично участвовал на своей кобыле Эсперансе. Благодаря техническим приспособлениям, у зрителей создавалось впечатление, будто лошади и кареты парят в воздухе.
Несмотря на разницу в возрасте, непривлекательную внешность императора и появившийся у императрицы зоб — изменение щитовидной железы, по свидетельствам современников, это был счастливый брак. Маргарита Тереза звала мужа «Дядюшкой» (нем. Onkel), а он её «Гретль» (нем. Gretl). Супруги имели многочисленные общие интересы, особенно в искусстве и музыке.
За шесть лет супружества Маргарита Тереза родила четверых детей, трое из которых — Фердинанд Венцель (28.9.1667 — 13.1.1668), Иоганн Леопольд (род. и ум. 20.2.1670) и Анна Мария Антония (9.2.1672 — 23.2.1672), умерли в младенческом возрасте. Выжила только Мария Антония (18.1.1669 — 24.12.1692), эрцгерцогиня Австрийская, которая 15 июля 1685 года сочеталась браком с Максимилианом II (11.7.1662 — 26.2.1726), курфюрстом Баварии. Многочисленные беременности ослабили и без того хрупкое здоровье Маргариты Терезы. Молодая императрица была набожна, и подвигла Леопольда I к изгнанию из Вены евреев, которых считала виновными в своих многочисленных неудачных родах. В праздник Тела и Крови Христовых в 1670 году император приказал разрушить Венскую синагогу, на месте которой по его же приказу была построена церковь.
Воспитанная при королевском дворе в Мадриде инфанта, став императрицей, осталась испанкой. Она плохо говорила по-немецки. Высокомерие и заносчивость её испанской свиты привели к антииспанским настроениям среди императорского двора. Придворные открыто выражали надежду, что больная императрица вскоре умрет и тем самым даст возможность Леопольду I жениться во второй раз. Эта невыносимая ситуация очень удручала Маргариту Терезу. Единственным её другом при дворе, кроме мужа, была его мачеха, вдовствующая императрица Элеонора Младшая.

### Смерть
Во время очередной беременности Маргарита Тереза заболела бронхитом и на двадцать втором году жизни умерла 12 марта 1673 года, вскоре после рождения четвёртого ребёнка. Императрицу похоронили в Императорском склепе при церкви капуцинов в Вене. Через четыре месяца, император-вдовец, называвший покойную супругу «Единственной Маргаритой», вступил во второй брак с Клавдией Фелицитой Австрийской, принцессой из Тирольской ветви дома Габсбургов.
После смерти Маргариты Терезы её наследственные права на владения Испанской ветви перешли к её дочери Марии Антонии. А после смерти последней, не оставившей наследников, о своих правах на владения заявили император Леопольд I и французский король Людовик XIV, зятья испанского короля Филиппа IV. Итогом войны за испанское наследство стало появление Испанской ветви дома Бурбонов. Новым испанским королём стал Филипп V, внучатый племянник Маргариты Терезы.

## В культуре

Веласкес. «Менины» (1656). Прадо, Мадрид

Незадолго до рождения Маргариты Терезы, в Мадрид вернулся придворный художник испанского короля Диего Веласкес. С 1653 по 1659 год им была написана серия детских портретов инфанты. Три из них — «Портрет инфанты Маргариты в розовом платье» (1653), «Портрет инфанты Маргариты в белом платье» (1656) и «Портрет инфанты Маргариты в синем платье» (1659) были отосланы к императорскому двору в Вене, и теперь находятся в Музее истории искусств. На последнем, написанном художником незадолго до смерти, восьмилетняя Маргарита Тереза изображена старше своих лет ввиду предстоящего ей брака с императором.
Самым известным полотном Веласкеса в серии портретов инфанты стала картина «Менины» (1656), которая ныне хранится в собрании музея Прадо в Мадриде. На ней художник изобразил пятилетнюю Маргариту Терезу в своей мастерской во время работы над портретом её родителей. Инфанту окружают фрейлины и другие придворные, но её взгляд прикован к родителям, чьё отражение заметно в зеркале на стене. Полотно послужило вдохновением для Пабло Пикассо, который в 1957 году создал более сорока вариаций этой картины.
Образ Маргариты Терезы, запечатленный на картинах кистью Веласкеса, вдохновлял не только живописцев. Поэт Борис Пастернак упоминает о ней в стихотворении 1923 года «Бабочка-буря», в котором она предстаёт, как девочка-видение, явившаяся ему во время грозы в Москве. Первым этот образ в стихотворении поэта с портретами инфанты сопоставил Вячеслав Всеволодович Иванов в своей работе «„Вечное детство“ Пастернака».
```
Сейчас ты выпорхнешь, инфанта,
И, сев на телеграфный столб,
Расправишь водяные банты
Над топотом промокших толп.

```

«Портрет инфанты Маргариты в розовом платье» (1660), ранее приписывавшейся Веласкесу, сейчас считается одним из шедевров его зятя, Хуана Баутисты Мартинеса дель Масо. Кисти последнего также принадлежит «Портрет инфанты Маргариты в траурном платье» (1666), на котором она изображена вскоре после смерти отца и незадолго до свадьбы. Обе картины также входят в собрание музея Прадо. Атрибуция «Портрета инфанты Маргариты» (1655) в Лувре, как картины Веласкеса, ныне некоторыми исследователями ставится под сомнение.
Известны взрослые портреты Маргариты Терезы кисти ряда европейских художников, большая часть которых хранится в собраниях Музея истории искусств в Вене. Среди них «Портрет в полный рост инфанты Маргариты Терезы, императрицы» (1665) предположительно кисти Жерара Дю Шато и «Портрет императрицы Маргариты Терезы в театральном костюме» (1667) Яна Томаса ван Йеперена. Самым поздним изображением инфанты-императрицы является «Портрет императрицы Маргариты Терезы с дочерью Марией Антонией» (1671) кисти Беньямина фон Блока, находящийся во дворце Хофбург, на котором она изображена вместе с её единственным выжившим в браке ребёнком. Сохранились многочисленные копии её портретов, которые ныне хранятся в собраниях музеев по всему миру.